# Лопъювад
 Лопъювад — посёлок в Усть-Куломском районе Республики Коми в составе сельского поселения Тимшер.

## География
Расположен на расстоянии примерно 77 км по прямой от районного центра села Усть-Кулом на восток.

## История
Возник с 1930 как посёлок спецпереселенцев, в 1932 отмечался как посёлок Лопью. В 1932 году 1055 жителей, в 1989 646, в 1995 525.

## Население
Постоянное население составляло 525 человек (коми 50 %, русские 37 %) в 2002 году, 362 в 2010.